# گرفنتال
شهر گرفنتالدر ایالت تورینگن در کشور آلمان واقع شده‌است.